# سیارک ۱۰۰۶
سیارک ۱۰۰۶ (به انگلیسی: 1006 Lagrangea، نامگذاری:1923OU) هزار و ششمین سیارک کشف شده‌است که در ۱۲ سپتامبر ۱۹۲۳ و در رصدخانه سایمیز کشف شد.
قدر مطلق سیارک برابر ۱۱٫۲۰ است.